# Altkalen
Altkalen település Németországban, Mecklenburg-Elő-Pomeránia tartományban. Lakosainak száma 765 fő (2023. december 31.).

## Népesség
A település népességének változása:
| Lakosok száma | 934  | 780  | 784  | 782  | 765  | 765  |
|               | 2014 | 2017 | 2019 | 2021 | 2022 | 2023 |